# Cyanocorax violaceus
Cyanocorax violaceus е вид птица от семейство Вранови (Corvidae).

## Разпространение
Видът е разпространен в Боливия, Бразилия, Венецуела, Гвиана, Еквадор, Колумбия и Перу.